# Liste des participants au siège de Constantinople
Cet article présente les divers personnages présents au moment du siège et de la prise de Constantinople par les Ottomans le 29 mai 1453. Parmi ceux-ci figurent aussi ceux mentionnés par la chronique du XVIe siècle de Pseudo-Sphrantzès. Cette dernière est censée être inspirée des notes de l'historien byzantin Georges Sphrantzès sur le siège. Toutefois, la chronique de Sphrantzès ne contient que de vagues passages laconiques à propos de la chute de Constantinople auquel il a pourtant assisté. 

## Assiégés

### Byzantins
- Constantin XI Paléologue (8 février 1404 - 29 mai 1453) : dernier empereur byzantin, il dirige les 7 000 défenseurs de Constantinople et périt lors de l'assaut final et de la prise de la ville par les Ottomans le 29 mai 1453.
- Lucas Notaras (? - 3 juin 1453) : mégaduc et premier personnage de l'empire après Constantin XI, il dirige un corps de réserve à proximité des murailles terrestres. Il est d'abord épargné par Mehmed II avant d'être exécuté quelques jours plus tard en compagnie de deux de ses fils. Le troisième du nom de Jacob est incorporé dans le harem du sultan, se réfugiant par la suite en Italie autour de 1471[1].
- Georges Sphrantzès : historien, ami et conseiller de Constantin XI, il est présent à Constantinople au moment du siège. Il remplit divers missions mais ne semble pas avoir participé au combat. Il est capturé puis relâché par Mehmed II après la prise de la ville.
- Démétrius Paléologue Métochitès (? - 29 mai 1453) : dernier gouverneur de Constantinople, il périt avec ses fils lors du dernier jour des combats avec de nombreux autres dignitaires byzantins.
- Théophile Paléologue : cousin de l'empereur, il est notamment connu pour avoir lancé une charge désespérée au moment de l'écroulement de la défense byzantine. Il périt lors de cet acte.
- Phlatanelas ou Flantanelas : personnage mentionné dans la chronique de Pseudo-Sphrantzès, il est censé commander le navire byzantin arrivant à Constantinople aux côtés des trois navires génois le 20 avril. Toutefois, il semble que ce personnage soit en fait un Italien du nom de Francesco Lecanella dont la mauvaise transcription a pu être à l'origine du nom Phlatanelas ou Flantanelas du fait de l'abréviation F. Lecanella. Selon Pseudo-Sphrantzès, il est d'origine byzantine. En réalité, le nom du capitaine du navire n'est pas connu avec certitude mais il est probablement d'origine italienne.
- Rhangabe : soldat byzantin auquel on prête l'exploit d'avoir tué le porte-étendard du sultan ottoman lors de l'assaut turc du 7 mai. Il est tué peu après[2]/
- Jean Dalmata, Jean le Dalmate ou Jean Schiavo (? - 29 mai 1453) : compagnon d'armes de Constantin XI, il tente d'organiser la défense dans le secteur du Mesoteichion avec Théophile Paléologue après la blessure de Giustiniani. Il est tué lors des ultimes combats.
- Jean Paléologue Cantacuzène : ami de Constantin XI originaire de Morée[3].
- Andronic Paléologue Cantacuzène : grand domestique, il est mentionné par Ubertino Pusculus comme l'un des défenseurs de la cité. Selon Doukas, il meurt lors des combats. Son peu d'importance lors du siège alors qu'il est censé être le chef de l'armée byzantine traduit la grande faiblesse de celle-ci[4].
- Nicolas Goudélès : personnage byzantin souvent absent des analyses modernes de la chute de Constantinople, il est mentionné par Léonard de Chio comme le chef d'un corps de réserve avec Démétrius Paléologue (probablement le gouverneur Démétrius Paléologue Métochitès) tandis qu'Ubertino Pusculus fait de Nicolas un défenseur de la porte de Pegae. La chronique de Pseudo-Sphrantzès a changé le nom de Nicolas Goudélès pour celui de Nicéphore Paléologue, un personnage inconnu des autres sources contemporaines au siège[5]. Nicolas Goudélès avait une fille qui est indirectement la cause de son remplacement par Pseudo-Sphrantzès. En effet, Georges Sphrantzès avait prévu de marier son fils avec la fille de Nicolas Goudélès. Dans une autre partie de la chronique, Pseudo-Sphrantzès avait remplacé Nicolas Goudélès par Nicolas Mélissène. Cela permet au faussaire de faire croire que le fils de Phrantzès a épousé la fille de Nicolas Melissène et donc qu'il est le descendant de Georges Sphrantzès. Le personnage de Nicéphore Paléologue est donc inventé pour « éliminer » celui de Nicolas Goudélès[6]. Il semblerait que Nicolas Goudélès soit exécuté dans les jours suivant la prise de Constantinople[7].
- Alexis Dishypatos : Il défend la Porte du Phanarion, sur le rempart de la Corne d'Or[8].
- Manuel Paléologue : Il défend la Porte en Bois située sur la portion de mur reliant le rempart des Blachernes au rivage de la Corne d'Or[8].
- Emmanuel Goudélès : Fait partie des défenseurs de la porte de Caligaria sur le rempart des Blachernes.
- Théodore Karysténos : Fait partie des défenseurs de la porte de Caligaria sur le rempart des Blachernes. Léonard de Chio met particulièrement en évidence son action, soulignant ses talents d'archer ou d'arbalétrier. Selon Isidore de Kiev, il meurt au cours du siège, probablement au cours d'une sortie mentionnée par la chronique de Nestor Iskander contre les troupes de Mustafa Pacha, pour soulager Giustiniani[9].
- George Scholarius : Opposant à la politique d'union entre l'Église orthodoxe et l'Église catholique, il est présent dans la cité au moment du siège mais est emprisonné en raison de son opposition à l'union. Après la chute de la ville, il est nommé patriarche de Constantinople par Mehmed II.

### Vénitiens
Cette liste présente principalement les nobles vénitiens ayant combattu lors du siège de Constantinople et dont Nicolò Barbaro donne la liste à plusieurs reprises dans son récit du siège. Parmi ces nobles, 22 sont membres du conseil du baile Girolamo Minotto chargé de prendre les décisions concernant la colonie vénitienne de Constantinople.

#### Nobles vénitiens tués lors du siège
- Girolamo Minotto (? - 29 mai 1453) : baile vénitien de Constantinople, il se met, lui et la colonie vénitienne de la ville, au service de l'empereur peu avant le début du siège. Il dirige notamment la défense du secteur des Blachernes et est exécuté par Mehmed II après la chute de la ville.
- Giacomo Coco (? - 28 avril 1453) : capitaine d'une galère vénitienne en provenance de Trébizonde, il dirige le 28 avril l'attaque malheureuse contre les navires ottomans halés dans la Corne d'Or. Il périt lors de cette opération[10].
- Zorzi Minotto : fils de Girolamo Minotto, il est exécuté avec son père quelque temps après la prise de la ville ;
- Fabruzi Corner : noble vénitien envoyé comme ambassadeur peu avant le siège de Constantinople pour tenter d'obtenir de Mehmed II qu'il épargne Antonio Rizzo, le capitaine de la galère abattue par les forts de Roumeli Hisar en novembre 1452, il échoue dans sa mission. Il fait ensuite partie du conseil du baile Girolamo Minotto qui vote notamment l'ordre donné aux galères vénitiennes de ne pas quitter la ville. Selon Ubertino Pusculus, il est chargé de défendre la porte de Charisius aux côtés de Léontaris Bryennios[8]. Il est exécuté par les Ottomans quelque temps après la prise de la ville.
- Zacaria da Mulin

#### Nobles vénitiens présents lors du siège
Cette liste présente les nobles vénitiens s'étant échappés le jour de la prise de la ville ou ayant été capturés avant d'être relâchés en échange d'une rançon :
- Gabriele Trevisano : capitaine de galères vénitiens, il dirige les deux galères escortant les trois navires d'approvisionnement en provenance de la Tana qui arrivent à Constantinople à la fin de l'année 1452. Il est ensuite placé à la tête de la défense du rempart de la Corne d'Or. Capturé par les Turcs lors de la prise de la ville, il est ensuite relâché.
- Zaccaria Grioni : capitaine de galère vénitien, il est l'adjoint de Gabriele Trevisano et il dirige l'une des deux galères vénitiennes participant à la tentative de détruire les navires ottomans halés dans la Corne d'Or. L'action fut un échec. Il semble que sa galère ne soit pas parvenue à quitter la ville de Constantinople lors de la prise de la ville par les Ottomans. Fait prisonnier, il est ensuite libéré en échange d'une rançon[11] ;
- Alviso Diedo : chef des trois galères de transport en provenance de la Tana, il dirige la petite flotte des assiégés. Il parvient à s'échapper et dirige la flottille de vaisseaux vénitiens fuyant la cité. À son arrivée à Venise, il fait un compte-rendu du siège aux autorités vénitiennes[12] ;
- Nicolò Barbaro : médecin vénitien, il participe aux combats et parvient à s'échapper lors de la chute de la ville. Il livre un récit particulièrement précis des évènements du siège.
- Jacopo Contarini : dignitaire vénitien chargé de la défense du quartier du Stoudion, le secteur le plus méridional de Constantinople.
- Catarino Contarini : dignitaire vénitien chargé de la défense de la forteresse des Sept Tours, il est fait prisonnier au moment de la chute de la cité puis libéré en l'échange d'une rançon.
- Philippe Contarini : il dirige les troupes assiégées entre la porte de Pegae et la porte d'Or. Le jour de l'assaut final, il parvient à repousser les divers assauts ottomans mais doit finalement se rendre aux troupes ottomanes ayant réussi à pénétrer dans la cité par d'autres secteurs. Il est ensuite fait prisonnier par les Ottomans puis libéré en échange d'une rançon[13].
- Dolfin Dolfin : noble vénitien membre du conseil du baile, il est chargé de la défense de la Porte des Blachernes. Il prend la tête de la galère vénitienne en provenance de Trébizonde après la mort de son capitaine Giacomo Coco le 28 avril 1453. Malgré le fait que 164 (ou 140) des membres de l'équipage aient été tués ou faits prisonniers lors de la bataille, Dolfin Dolfin parvient à quitter la cité de Constantinople avec son navire au moment de la prise de la ville[14]. Du fait de l'absence de nombreux membres d'équipage, il ne parvient que péniblement à atteindre Venise.
- Girolamo Morosini (ou Jeruolamo Morexini) : capitaine de deux galères vénitiennes venant de Caffa, il parvient le 10 novembre à franchir le Bosphore en échappant aux canons de Roumeli Hisar. Il participe ensuite à la défense de Constantinople et notamment à la tentative infructueuse de détruire les navires arabes ayant pénétré dans la Corne d'Or et parvient à quitter la ville. Il atteint Venise juste après la galère de Diedo[15].
- Adamo Trevisano ;
- Marco Diedo ;
- Aluvixe Bembo : un des 22 membres du conseil du baile. Il est chargé de la défense du secteur de la muraille de la Corne d'Or allant de la porte du Phanarion à la porte impériale aux côtés de 150 hommes ;
- Aluvixe Navaier ;
- Aluvixe Contarini ;
- Polo Minotto ;
- Vetor Diedo ;
- Bortolo Zorzi : ;
- Nicolo Balbi : un des 22 membres du conseil du baile ;
- Jeruolemo Corner ;
- Bernardo Balbi ;
- Aluvixe Diedo ;
- Antonio Pizamono ;
- Silvestro Trevisano : capitaine d'une des trois fustes participant à la tentative de détruire la flotte ottomane halée dans la Corne d'Or le 28 avril. Il parvient à s'échapper le jour de la prise de la ville ;
- Piero Michiel ;
- Luca Griti ;
- Michiel Boldu : un des 22 membres du conseil du baile ;
- Zacaria Barbaro : un des 22 membres du conseil du baile ;
- Nadal Salamun ;
- Marco da Seze ;
- Piero Trevisano ;
- Aluvixe di Prioli ;
- Andrea Malipiero ;
- Antonio Bembo : un des 22 membres du conseil du baile ;
- Zuan Loredan : un des 22 membres du conseil du baile ;
- Battista Gritti : un des 22 membres du conseil du baile. Il est chargé de la défense de la porte des Sources selon Ubertino Pusculus ;
- Antonio Copo ;
- Bernardo Zustignan ;
- Aluvixe da Canal ;
- Nicolò Mozenigo ;
- Nicolò Morexini ;
- Alexandro Lolin ;
- Domenego Balbi ;
- Zuan Venier : originaire de Crète, il est un des membres du conseil du baile. Il dirige lors du siège trois galères crétoises chargées de la défense du barrage de la Corne d'Or. Il parvient à quitter la cité de Constantinople le 29 mai 1453[16] ;
- Zuan Lolin ;
- Piero Barbarigo ;
- Marco Abramo : ;
- Piero Nani : un des 22 membres du conseil du baile.

#### Membres d'équipage de la fuste de Giacomo Coco
Le 22 avril, Mehmed II parvient à haler une partie des navires de sa flotte au sein de la Corne d'Or. Les assiégés tentent quelques jours plus tard de détruire ces navires par surprise sur une idée de Giacomo Coco. Toutefois, l'idée est éventée et Mehmed II est prévenu. Giacomo Coco qui décide de lancer l'assaut voit sa fuste prise sous le feu des canons ottomans avant d'être coulée. Il est tué ainsi que plusieurs des membres d'équipage vénitiens. Nicolò Barbaro a noté l'identité de certains de ces marins :
- Antonio da Corfu ;
- Andrea da Ruodo ;
- Marin Gebelin ;
- Polo Catanio ;
- Andrea dall'Aqua ;
- Andrea Steco ;
- Zuan Marangon : arbalétrier ;
- Zuan de Chirato : arbalétrier ;
- Nicolò Dandro : arbalétrier ;
- Nicolò Gulias : arbalétrier ;
- Lio Foscon : arbalétrier ;
- Renaldo da Ferara : arbalétrier ;
- Troilo de Grezi : arbalétrier ;
- Zorzi da Trau : arbalétrier ;
- Baiardo Gradenigo : arbalétrier ;
- Stefano de Sardaia : arbalétrier ;
- 72 rameurs.

### Génois
- Giovanni Giustiniani Longo : noble génois, il vient de son propre chef à Constantinople pour participer à la défense de ville. Il est accompagné de 400 Génois et 300 Grecs. Il dirige le secteur du Mesoteichion, le point le plus exposé des remparts byzantins. Le jour de l'assaut final, il est mortellement blessé et son départ est en partie responsable de l'effondrement de la défense byzantine.
- Léonard de Chio : archevêque de Mytilène, il fait partie de l'ambassade envoyée en 1452 par le pape pour proclamer l'Acte d'Union des Deux Églises à Constantinople. Au moment du siège, il se trouvait dans le quartier des Blachernes. Il parvient à s'échapper et livre un récit détaillé du siège.
- Manuel : personnage uniquement mentionné par Pseudo-Sphrantzès, il est supposé avoir défendu la porte de Pegae lors du siège. Cependant, comme tous les autres éléments présents uniquement dans la chronique de Pseudo-Sphrantzès, son existence est sérieusement remise en doute par les travaux modernes.
- Maurizio Cattaneo : noble génois venu à Constantinople pour participer à la défense de la ville, il est responsable de la défense des murailles entre le Mesoteichion et la porte de Pegae qu'il défend avec deux cents arbalétriers selon l'archevêque Léonard[17]. Il semble être l'un des défenseurs les plus efficaces, s'opposant notamment à la tour de siège le 18 mai. Du fait de ses compétences, il est recherché en vain par le sultan après la chute de la ville. Il parvient en effet à s'échapper (il est mentionné dans des documents datant de 1461).
- Jérôme et Léonard de Langasco : frères, ils viennent à Constantinople pour participer à la défense de la ville. Lors du siège, ils participent à la défense du quartier des Blachernes et sont positionnés derrière le fossé descendant vers la Corne d'Or.
- Bartolomeo Soligo : ingénieur, il met en place le barrage devant barrer la Corne d'Or et assurer à la flotte assiégée un havre sûr. Il semble avoir ensuite pris le commandement de la petite escadre de dix navires chargée de la défense du barrage. Parmi ces navires, cinq sont Génois, trois viennent de Crète, un d'Ancône et un seul est Byzantin[18].
- Antonio, Paolo et Troïlo Bocchiardi : frères, ils décident de lever une compagnie de soldats à leurs frais pour participer à la défense de Constantinople. Ils sont chargés de défendre le Myriandrion. C'est dans leur secteur que se trouve la Kerkoporta par laquelle une cinquantaine de Turcs parviennent à entrer dans Constantinople et à lever l'étendard ottoman sur une des tours le jour de l'assaut final. Ce signe participe à la panique dans les rangs des assiégés avec le départ de Giustiniani. Il est possible que cette poterne leur permettait de lancer des attaques nocturnes contre les Ottomans. Malgré les recherches qu'il mène, Mehmed II ne parvient pas à retrouver les trois frères après la chute de la cité car ils sont parvenus à s'échapper. Si Antonio et Troïlo sont mentionnés dans des documents postérieurs au siège, ce n'est pas le cas de Paolo qui pourrait ne pas avoir survécu aux blessures qu'il subit le jour de la chute de Constantinople (blessures mentionnés par l'archevêque Léonard)[19].

### Autres nationalités
- Don Francisco de Tolède : (? - 29 mai 1453) est un noble castillan qui débarque à Constantinople au début de l'année 1453. Il prétend être un cousin de l'empereur Constantin XI Paléologue et participe à ses côtés à la défense de la ville lors du siège de Constantinople. Il se faisait surnommer le « nouvel Achille ». Lorsque les Ottomans parviennent à percer les défenses byzantines le 29 mai et à capturer la ville, Don Francisco lutte avec Constantin, Théophile Paléologue et Jean Dalmata aux alentours de la vallée du Lycus. C'est là qu'il périt avec l'empereur et ses fidèles partisans en tentant d'empêcher les Turcs de prendre la ville. Son existence est toutefois sérieusement remise en question par les historiens les plus récents car seule la chronique de Pseudo-Sphrantzès cite ce personnage et que son auteur, qui a voyagé en Espagne, l'a probablement inventé de toutes pièces[20].
- Pere Julià (? - 1453) est le consul catalan à Constantinople lors du siège de Constantinople en 1453. Il prend le commandement de la compagnie catalane ainsi que de quelques marins catalans. Ils font partie des quelques étrangers qui participent à la défense de Constantinople aux côtés des Byzantins dirigés par Constantin XI. Pere Julià dirige le secteur à l'extrême est du rivage de la mer de Marmara près du palais de Boukoléon[21]. Lors de la chute de la ville le 29 mai, il résiste avec ses hommes jusqu'à ce que tous soient tués ou faits prisonniers. Capturé, Péré Julia est exécuté par les Ottomans avec d'autres Catalans. Si de nombreuses sources mentionnent son existence, seul Pseudo-Sphrantzès révèle son identité, qui pourrait donc être erronée.
- John Grant : ingénieur, il vient à Constantinople en même temps que Giovanni Giustiniani. Son origine est incertaine puisque des sources le qualifient d'allemand mais il est plus certainement écossais. Expert en poliorcétique, il dirige les opérations de contre-mines avec succès. Il dirige aussi l'action de destruction de la tour de siège ottomane le 18 mai. Au cours du siège, il est principalement affecté au secteur proche de la porte de Caligaria. Son destin après la bataille est inconnu mais s'il combat près de la porte de Caligaria, il est peu probable qu'il ait pu s'enfuir avec les autres membres du contingent de Giustiniani qui combattent à la porte Saint-Romain[22].
- Jacopo Tedaldi : marchand florentin, il participe aux combats et parvient à s'échapper à bord d'un navire vénitien. Il a livré un récit détaillé des évènements.
- Ubertino Pusculus : érudit originaire de Brescia, il participe aux combats dont il fait plus tard la chronique.
- Isidore de Kiev : cardinal de l'Église catholique, il est envoyé par le pape pour officialiser l'Union des deux Églises. Il est accompagné de 200 archers crétois dont il dirige l'action à la pointe de l'Acropole lors du siège. Il parvient à s'échapper.
- Orkhan : membre de la famille impériale ottomane, il réside à Constantinople au moment du siège et se met au service de l'empereur avec les membres de sa suite. Il défend le port d'Eleuthère et est exécuté par Mehmed II le 29 mai 1453 (pour son implication dans le déclenchement du siège, voir l'article détaillé.
- Angelo Boldoni : consul d'Ancône au moment du siège. Il est épargné par les Ottomans lors de la prise de la ville du fait de ses relations avec Mehmed II.

## Assiégeants
- Mehmed II : sultan ottoman au moment du siège. Il dirige l'armée turque.
- Suleïman Baltoglu : amiral ottoman d'origine bulgare, il dirige la flotte ottomane forte de 120 à 130 petits navires appelés Hadirika, contrairement aux galions génois bien plus grands, rapides et robustes. Toutefois, son incapacité à empêcher cette flotte de quatre navires chrétiens à rejoindre les assiégés entraîne sa destitution.
- Hamza Bey : il remplace Baltoglu à la tête de la flotte ottomane après le 20 avril.
- Zaganos Pacha : général ottoman, il dirige les troupes positionnées en face de la colonie génoise de Péra et des remparts de la Corne d'Or.
- Halil Pacha : grand-vizir de l'Empire ottoman, il est opposé à la politique de Mehmed II et tente de l'inciter à lever le siège. Il est exécuté peu de temps après la chute de Constantinople du fait de son attitude.
- Karadja Pacha : il dirige les troupes ottomanes d'Europe.
- Ishak Pacha : il dirige les troupes ottomanes d'Anatolie.
- Akh Shemseddin : chef religieux présent dans le camp ottoman. À la suite de la bataille du 20 avril qui voit quatre navires chrétiens parvenir à forcer le blocus ottoman, Akh Shemseddin envoie une lettre à Mehmed II où il critique la stratégie du sultan et lui demande de punir les responsables dont Suleïman Baltoglu[23].
- Constantin d'Ostrovica ou Michel Constantinovitch d'Ostrovica : membre du contingent serbe au sein de l'armée ottomane envoyé par Georges Brankovic, il fait ensuite partie du corps des janissaires avant de redevenir chrétien. C'est à ce moment-là qu'il rédige sa biographie Mémoires d'un janissaire dont il consacre une partie à la prise de Constantinople.

## Sources
- Thierry Ganchou, « Le mésazon Démétrius Paléologue Cantacuzène a-t-il figuré parmi les défenseurs du siège de Constantinople (29 mai 1453) ? », Revue des études byzantines, vol. 52,‎ 1994, p. 245-272
- (en) Marios Philippides et Walter K. Hanak, The Siege and the Fall of Constantinople in 1453 : Historiography, Topography, and Military Studies, Farnham/Burlington (Vt.), Ashgate, 2011, 759 p. (ISBN 978-1-4094-1064-5, lire en ligne)
- (en) Donald MacGillivray Nicol, Byzantium and Venice : A Study in Diplomatic and Cultural Relations, Cambridge University Press, 1988, 465 p. (ISBN 978-0-521-34157-8)
- Steven Runciman (trad. de l'anglais par Hélène Pignot), La chute de Constantinople, 1453, Paris, Tallandier, coll. « Texto », 2007, 348 p. (ISBN 978-2-84734-427-1)